# 명현학교
명현학교는 경기도 고양시 덕양구 삼송동 세솔로138 에 있는 사회복지법인 중앙사회복지회 산하기관 사립 특수학교이다. 지적장애 학생을 위한 특수교육기관으로 유치부, 초등부, 중학부, 고등부를 두고 있다.

## 연혁
- 1970년 2월 19일 : 서울혜인학교로 설립인가
- 1978년 4월 7일 : 혜인학교로 변경 및 이전
- 1999년 11월 16일 : 명현학교로 변경
- 2023년 03월  01일 : 오승근 교장 취임.